# Karma Rolpey Dorje
(Karma) Rolpey Dorje is een klein Tibetaans boeddhistisch klooster in Oost-Tibet dat behoort tot de karma kagyü-school. Het staat boven aan een berg boven het klooster Kumbum op ongeveer 27 km ten zuidwesten van Xining, in de tegenwoordige Chinese provincie Qinghai.

## Geschiedenis
De dertiende dalai lama, Thubten Gyatso verbleef in dit klooster toen hij in 1906 van Mongolië naar Tibet reisde.
Enkele decennia later werd het klooster van belang in de zoektocht naar de incarnatie van veertiende dalai lama, Tenzin Gyatso. In de zomer van 1935 zou de Reting rinpoche, Jampäl Yeshe Gyaltsen een visioen hebben gekregen in het Meer van de Visioenen. Hij zag drie letters Ah, Kah en Mah. De zoekgroep deed ook dit klooster aan en vonden Tenzin Gyatso, toen nog Lhamo Döndup, in het dorp Taktser, dicht bij het klooster. De groep onder leiding van de lama van Sera, Ketsang Rinpoche, concludeerden dat Kah en Mah voor het klooster Karma Rolpai Dorje stond.